# Second Division 1995-1996
La Football League Second Division 1995-1996 è stato il 69º campionato inglese di calcio di terza divisione, nonché il 4º con la denominazione di Second Division.

## Squadre partecipanti
| Squadra                | Città              | Stadio              | Stagione precedente                                     |
| ---------------------- | ------------------ | ------------------- | ------------------------------------------------------- |
| Blackpool              | Blackpool          | Bloomfield Road     | 12º posto in Football League Second Division            |
| Bournemouth            | Bournemouth        | Dean Court          | 19º posto in Football League Second Division            |
| Bradford City          | Bradford           | Valley Parade       | 14º posto in Football League Second Division            |
| Brentford              | Londra (Hounslow)  | Griffin Park        | 2º posto in Football League Second Division             |
| Brighton & Hove Albion | Brighton           | Goldstone Ground    | 16º posto in Football League Second Division            |
| Bristol City           | Bristol            | Ashton Gate         | 23º posto in Football League First Division, retrocesso |
| Bristol Rovers         | Bristol            | Twerton Park (Bath) | 4º posto in Football League Second Division             |
| Burnley                | Burnley            | Turf Moor           | 22º posto in Football League First Division, retrocesso |
| Carlisle United        | Carlisle           | Brunton Park        | 1º posto in Football League Third Division, promosso    |
| Chesterfield           | Chesterfield       | Saltergate          | 3º posto in Football League Third Division, promosso    |
| Crewe Alexandra        | Crewe              | Gresty Road         | 3º posto in Football League Second Division             |
| Hull City              | Kingston upon Hull | Boothferry Park     | 8º posto in Football League Second Division             |
| Notts County           | Nottingham         | Meadow Lane         | 24º posto in Football League First Division, retrocesso |
| Oxford United          | Oxford             | Manor Ground        | 7º posto in Football League Second Division             |
| Peterborough United    | Peterborough       | London Road         | 15º posto in Football League Second Division            |
| Rotherham United       | Rotherham          | Millmoor            | 17º posto in Football League Second Division            |
| Shrewsbury Town        | Shrewsbury         | Gay Meadow          | 18º posto in Football League Second Division            |
| Stockport County       | Stockport          | Edgeley Park        | 11º posto in Football League Second Division            |
| Swansea City           | Swansea            | Vetch Field         | 10º posto in Football League Second Division            |
| Swindon Town           | Swindon            | County Ground       | 21º posto in Football League First Division, retrocesso |
| Walsall                | Walsall            | Bescot Stadium      | 2º posto in Football League Third Division, promosso    |
| Wrexham                | Wrexham            | Racecourse Ground   | 13º posto in Football League Second Division            |
| Wycombe Wanderers      | High Wycombe       | Adams Park          | 6º posto in Football League Third Division, promosso    |
| York City              | York               | Bootham Crescent    | 9º posto in Football League Second Division             |

## Classifica finale
|  | Pos. | Squadra          | Pt | G  | V  | N  | P  | GF | GS | DR  |
|  | ---- | ---------------- | -- | -- | -- | -- | -- | -- | -- | --- |
|  | 1    | Swindon Town     | 92 | 46 | 25 | 17 | 4  | 71 | 34 | +37 |
|  | 2    | Oxford Utd       | 83 | 46 | 24 | 11 | 11 | 76 | 39 | +37 |
|  | 3    | Blackpool        | 82 | 46 | 23 | 13 | 10 | 67 | 40 | +27 |
|  | 4    | Notts County     | 78 | 46 | 21 | 15 | 10 | 63 | 39 | +24 |
|  | 5    | Crewe Alexandra  | 73 | 46 | 22 | 7  | 17 | 77 | 60 | +17 |
|  | 6    | Bradford City    | 73 | 46 | 22 | 7  | 17 | 71 | 69 | +2  |
|  | 7    | Chesterfield     | 72 | 46 | 20 | 12 | 14 | 56 | 51 | +5  |
|  | 8    | Wrexham          | 70 | 46 | 18 | 16 | 12 | 76 | 55 | +21 |
|  | 9    | Stockport County | 70 | 46 | 19 | 13 | 14 | 61 | 47 | +14 |
|  | 10   | Bristol Rovers   | 70 | 46 | 20 | 10 | 16 | 57 | 60 | -3  |
|  | 11   | Walsall          | 69 | 46 | 19 | 12 | 15 | 60 | 45 | +15 |
|  | 12   | Wycombe          | 60 | 46 | 15 | 15 | 16 | 63 | 59 | +4  |
|  | 13   | Bristol City     | 60 | 46 | 15 | 15 | 16 | 55 | 60 | -5  |
|  | 14   | Bournemouth      | 58 | 46 | 16 | 10 | 20 | 51 | 70 | -19 |
|  | 15   | Brentford        | 58 | 46 | 15 | 13 | 18 | 43 | 49 | -6  |
|  | 16   | Rotherham Utd    | 56 | 46 | 14 | 14 | 18 | 54 | 62 | -8  |
|  | 17   | Burnley          | 55 | 46 | 14 | 13 | 19 | 56 | 68 | -12 |
|  | 18   | Shrewsbury Town  | 53 | 46 | 13 | 14 | 19 | 58 | 70 | -12 |
|  | 19   | Peterborough Utd | 52 | 46 | 13 | 13 | 20 | 59 | 66 | -7  |
|  | 20   | York City        | 52 | 46 | 13 | 13 | 20 | 58 | 73 | -15 |
|  | 21   | Carlisle Utd     | 49 | 46 | 12 | 13 | 21 | 57 | 72 | -15 |
|  | 22   | Swansea City     | 47 | 46 | 11 | 14 | 21 | 43 | 79 | -36 |
|  | 23   | Brighton         | 40 | 46 | 10 | 10 | 26 | 46 | 69 | -23 |
|  | 24   | Hull City        | 31 | 46 | 5  | 16 | 25 | 36 | 78 | -42 |

Legenda:
      Promosso in Football League First Division 1996-1997.
  Ammesso ai play-off.
      Retrocesso in Football League Third Division 1996-1997.
Regolamento:
Tre punti a vittoria, uno a pareggio, zero a sconfitta.
In caso di arrivo di due o più squadre a pari punti, la graduatoria verrà stilata secondo i seguenti criteri:
- maggior numero di gol segnati
- differenza reti

## Spareggi

### Play-off

#### Tabellone
|  | Semifinali | Semifinali      | Semifinali | Semifinali | Semifinali |  |  | Finale        | Finale        | Finale |  |
|  |            |                 |            |            |            |  |  |               |               |        |  |
|  | 6          | Bradford City   | 0          | 3          | 3          |  |  |               |               |        |  |
|  | 3          | Blackpool       | 2          | 0          | 2          |  |  | Bradford City | Bradford City | 2      |  |
|  | 5          | Crewe Alexandra | 2          | 0          | 2          |  |  | Notts County  | Notts County  | 0      |  |
|  | 4          | Notts County    | 2          | 1          | 3          |  |  |               |               |        |  |

#### Semifinali
|                 | Risultati |                 | Luogo e data               |
| --------------- | --------- | --------------- | -------------------------- |
| Bradford City   | 0-2       | Blackpool       | Bradford, 12 maggio 1996   |
| Blackpool       | 0-3       | Bradford City   | Blackpool, 15 maggio 1996  |
|                 |           |                 |                            |
| Crewe Alexandra | 2-2       | Notts County    | Crewe, 12 maggio 1996      |
| Notts County    | 1-0       | Crewe Alexandra | Nottingham, 15 maggio 1996 |
|                 |           |                 |                            |

#### Finale
|              | Risultati |               | Luogo e data                             |
| ------------ | --------- | ------------- | ---------------------------------------- |
| Notts County | 0-2       | Bradford City | Londra (Wembley Stadium), 26 maggio 1996 |
|              |           |               |                                          |